# Arsínoe IV
Arsínoe IV (68 a. C. o 67 a. C. - 41 a. C.) fue una de las últimas reinas de Egipto, perteneciente a la dinastía ptolemaica. Era la cuarta hija de Ptolomeo XII Auletes, hermana por tanto de Ptolomeo XIII (Ptolomeo Teos Filópator I), de la famosa Cleopatra VII y de Ptolomeo XIV (Ptolomeo Teos Filópator II). Fue figura clave en las guerras civiles de finales del Egipto de los Ptolomeos.

## Cleopatra
Cuando su padre murió, el gobierno pasó a Ptolomeo XIII y a Cleopatra conjuntamente, pero Ptolomeo destronó a su hermana y esposa y le obligó a exiliarse a Alejandría y posteriormente a Siria desde donde planeaba organizar una fuerza para atacar Egipto posteriormente y recuperar el trono.
Julio César llegó a Alejandría el 2 de octubre del año 48 a. C. con una fuerza de 4,000 hombres, mientras se encontraba persiguiendo a Pompeyo para tratar de poner fin a la guerra civil romana. En esos momentos Arsínoe estaba en Siria con su hermana mayor; parece que Cleopatra la llevó consigo como una medida preventiva, ya que poco después César comenta brevemente acerca de Arsínoe IV en sus Bellum Civile que: 
"La hija menor del rey Tolomeo albergaba esperanzas de ocupar el trono entonces vacante."

Pese a que Pompeyo ya había muerto a la llegada de César a Egipto, este último terminó quedándose allí al conocer la situación política del país: antes de morir Ptolomeo XII había señalado al Imperio romano como tutor de sus hijos, así que César determinó unirse a las fuerzas de Cleopatra, quien había regresado a Alejandría para pedir su ayuda a cambio de retribuciones económicas. Dicho evento (la unión de Cleopatra y César para entronizar a la primera en Egipto) despertó tal reacción popular que el palacio fue sitiado. Ptolomeo Filópator azuzó a los rebeldes a castigar a su hermana (llamándola "traidora" públicamente) y César se vio obligado a hacer concesiones al verse en tal situación. Sobre estos momentos el historiador romano Dión Casio anota: 
"César vive presa de tal pánico que no sólo renuncia a anexionarse territorio alguno, sino que cede a Egipto parte del suyo."
El territorio al que hace referencia Dio fue la isla de Chipre, que finalmente era cedida para ser gobernada conjuntamente por Arsínoe y su hermano menor Ptolomeo Teos Filópator II. Sin embargo, dicho título fue más bien honorífico, ya que realmente a Arsínoe no se le permitió salir del palacio en Alejandría; posteriormente logró escapar de la capital con su hombre de confianza, Ganímedes, uniéndose al ejército que comandaba Aquilas contra los invasores romanos, y tomando el título de Faraón. En las refriegas entre las fuerzas egipcias y las romanas, los segundos terminaron por provocar una de los grandes incendios que sufrió la Biblioteca de Alejandría.

## Reina faraón
En este punto aparentemente Arsínoe IV resultó de capital importancia para la resistencia, ya que logró organizarla y elevar su moral debido al hecho de que ahora se sentían avalados por un miembro legítimo de la familia real (Ptolomeo XIII había sido destronado, Cleopatra VII estaba en confabulación con Julio César y Ptolomeo XIV (que Arsínoe misma había tratado de proteger) era apenas un niño. De este hecho Dión Casio también nos dice: 
"La nombraron reina y ahora que tenían un miembro de la familia Ptolomeo a quien seguir, emprendieron la guerra con mayor ahínco"
Bajo su mando los egipcios consiguieron algunas victorias iniciales, llegando al grado de acorralar a Julio César y sus fuerzas en Alejandría, hecho que ha sido recalcado como notable debido a que Arsínoe contaba alrededor de veinte años y César era un estratega experimentado.
Sin embargo, lo cierto más bien parece ser que era aconsejada por Ganímedes, su tutor. De hecho, tras enfrentarse Ganímedes y Aquilas, Arsínoe ordenó ejecutar a este último y puso al primero al mando de las tropas, y se sabe que realmente Ganímedes consiguió algunas victorias frente a los romanos, aunque Arsínoe sí tomó un papel protagonista en la estrategia posteriormente.
Sin embargo, opositores de Arsínoe IV en las filas de la resistencia egipcia conspiraron contra ella (probablemente el mismo Ganímedes estaba involucrado), y negociaron con los romanos el intercambio de un posible tratado de paz por Ptolomeo XIII. Inicialmente los romanos hicieron tiempo en las negociaciones, y posteriormente simplemente dejaron ir a Ptolomeo para dividir a los egipcios entre los partidarios de este y los de Arsínoe IV. Entre la confusión y el tiempo ganado César pudo recibir nuevas fuerzas de Asia Menor enviadas por Domicio Calvino. Dichas fuerzas consistían en la Legión XXXVII, que en el pasado habían luchado para Pompeyo y ahora se habían rendido a César. Con esto, los romanos consiguieron derrotar definitivamente a los egipcios. El 27 de marzo del año 47 a. C. tuvo lugar una batalla final tras la cual Ganímedes huyó, Ptolomeo XIII resultó muerto y Arsínoe fue capturada por los romanos. 
A la serie de eventos que va desde el inicio de la revuelta popular que puso en sitio a César hasta esta última batalla se les conoce por el nombre de Guerras Alejandrinas.
Tras su victoria, César entronizó en Egipto a Cleopatra y la hizo gobernar conjuntamente con su hermano menor Ptolomeo XIV, quien debía tener alrededor de 12 años. Cleopatra se casó con Ptolomeo XIV, pero le hizo matar unos cinco años después para poder gobernar en solitario.

## Prisionera en Roma
Es un mito el hecho de que Arsínoe fuese amante del César y tuviera un hijo de este. Se dice que esta es la razón por la que en un principio se salvó de morir al ser enviada a Roma como prisionera. En Roma fue obligada a marchar encadenada en el desfile triunfal en honor de César y, como era tradición, la ejecución por estrangulamiento estaba planeada para después del desfile (el líder galo Vercingetórix fue ejecutado también durante estas celebraciones en honor al César). Parece ser que en el mismo desfile Arsínoe causó la lástima de algunos de los espectadores y provocó que cundieran algunas críticas contra César debido al hecho de que era demasiado joven y mujer, razones por las cuales pudo haber ganado el perdón popular. Igualmente se ha llegado a suponer que fue el mismo César quien se decidió a "guardarla" por si se llegaban a presentar imprevistos en Egipto y tuviera que requerir de un heredero legítimo.
Posteriormente se refugió en el templo de Artemisa en Éfeso, en un intento de huir de su propia hermana Cleopatra, a la que temía. Tras la muerte de César, fue ejecutada en Mileto por Marco Antonio, instigado por Cleopatra, tras lo cual los únicos Ptolomeos que quedaron fueron Cleopatra y su hijo Ptolomeo XV César.

## Estudio de sus restos
En 1904 se descubrió en Éfeso una tumba sin inscripción de trece metros de altura dentro de la cual yacían los restos de una mujer joven que encajaban con los de Arsínoe (alrededor de 20 años de edad a la fecha del deceso). Los restos fueron estudiados por el antropólogo Josef Weninger del Instituto de Biología Humana de la Universidad de Viena en la década de 1950, pero en esa época no se pudo confirmar nada. 
En enero de 2025, un equipo interdisciplinar de investigadores dirigido por el antropólogo Gerhard Weber, de la Universidad de Viena, publicó un estudio en la Revista Nature. Los científicos le realizaron diversos estudios genéticos al cráneo y confirmaron que no perteneció a  la hermana de Cleopatra, determinó que datababa de entre el año 36 y el 205 a. C. pero que era de un joven masculino con algún tipo de trastorno patológico del desarrollo.

## Sucesión
| Predecesor: Ptolomeo XIII Teos Filopátor | Reina-Faraón de Egipto (Dinastía Ptolemaica) 48 - 47 a. C. como corregente Ptolomeo XIII Teos Filopátor (49-47 a. C) enfrentada a Cleopatra VII Thea Filopátor (49-47 a. C.) | Sucesor: Cleopatra VII Thea Filopátor y Ptolomeo XIV Teos Filopátor II |